# Interkontinentální pohár 1968
Devátý ročník Interkontinentálního poháru byl odehrán ve dnech 25. září a 16. října 1968. Ve vzájemném dvouzápase se střetli vítěz Poháru mistrů evropských zemí 1967/68, Manchester United FC, a vítěz Poháru osvoboditelů 1968, Estudiantes de La Plata. Vítězem se stal argentinský klub, který zvítězil na domácí půdě 1:0 a v odvetě v Manchesteru mu tak stačila remíza.

## 1. zápas
| 25. září 1968           |       |                      |                                                        |
| Estudiantes de La Plata | 1 : 0 | Manchester United FC | La Bombonera, Buenos Aires rozhodčí: Hugo Sosa Miranda |
| Conigliaro 27'          |       |                      | La Bombonera, Buenos Aires rozhodčí: Hugo Sosa Miranda |

## 2. zápas
| 16. října 1968       |       |                         |                                                       |
| Manchester United FC | 1 : 1 | Estudiantes de La Plata | Old Trafford, Manchester rozhodčí: Konstantin Zečević |
| Morgan 90'           |       | 6' Verón                | Old Trafford, Manchester rozhodčí: Konstantin Zečević |

## Vítěz
| Interkontinentální pohár 1968 Estudiantes de La Plata (1. vítězství) |